# 올렉산드르 할리치
올렉산드르 할리치(우크라이나어: Галич, Олександр Аркадійович)는 우크라이나의 음유시인이자 극작가이다.
할리치는 반체제인사 탄압과 유대인을 적대시하는 사회적 분위기에 대한 분노를 표현했다. 그는 노동자. 죄수, 병사, 운전사, 알코올 중독자를 노래의 소재로 사용했다.

## 생애
어머니 페이가 보리소브나 웩슬러(Фейга Борисовна Векслер, פײגא וקסלר)의 집안인 웩슬러가는 폴란드 우치의 부유한 폴란드계 유대인 집안이었으며, 아버지 아론 긴즈버그(Арон Гинзбург, אהרן גינצבורג)는 경제학자로서 아론의 아버지는 예카테리노슬라프의 명망있는 소아과 의사였다. 1910년 체육관에서 만난 이들은 제1차 세계대전이 끝난 1916년 결혼하기로 마음을 먹었으나, 집안 간 재정적 형편의 차이로 반대에 부딫혀 결국 다른 도시에서 비밀리에 결혼했다. 1918년 10월 20일 이들 사이에서 태어난 알렉산데르 사샤의 출생 증명서는 도시의 수석 랍비에 의해 히브리어로 작성되었다.
사샤가 태어난 지 3주 후 가족들은 예카테리노슬라프에서 세바스토폴로 이주했다.
1947년 할리치는 콘스탄틴 이사예프(Константин Исаев)와 함께 《타이미르에서 전화 왔습니다》(Вас вызывает Таймыр)를 집필했다. 이 작품은 1948년 레닌그라드 국립 희극 극장에서 공연된 것을 시작으로, 2개월 후에는 모스크바 풍자극장에서 420회 공연되었으며 지방 극장에서는 1948년 3월부터 9월까지 1,349회 공연되는 등 전후 소련 희극을 대표했다.

## 주요 작품

### 《타이미르에서 전화 왔습니다》
《타이미르에서 전화 왔습니다》는 모스크바로 출장을 온 4명의 인물을 이야기의 주제로 한다. 소련의 서로 다른 지방에서 모스크바로 출장 온 이들은 호텔 '모스크바'의 13층 공동 객실에서 투숙하는데, 타이미르에서 온 듀지코프, 체르노모르스크 필하모니의 감독 키르피츠니코프, 탐보프의 양봉 전문가 바부린, 바부린의 손녀 두냐 간 4명의 상황적 전개가 관객의 웃음을 유도하는 장치이다. 주인공 듀지코프는 출장 업무를 제 때 처리하지 못할 경우 극지방의 결빙으로 항해가 중단되고 타이미르의 사람들이 장비와 물품 없이 추운 겨울을 보내야 하는 점을 걱정하여 타이미르와의 시외 전화 연결을 초조하게 기다리는 처지가 된다.

## 참고 문헌
- 김철균 (2011년 1월). “알렉산드르 갈리치의 풍자 노래의 시학”. 《러시아어문학연구논집》 (한국러시아문학회) (36): 341-361.
- 장혜진 (2017). “바르드 문화에 나타난 반소비에트성 연구”. 《노어노문학》 (한국노어노문학회) 29 (1): 243-276.